# Guy Cauquil
Guy Cauquil es un deportista francés que compitió en judo. Ganó tres medallas en el Campeonato Europeo de Judo entre los años 1951 y 1954.

## Palmarés internacional
| Campeonato Europeo | Campeonato Europeo | Campeonato Europeo | Campeonato Europeo |
| Año                | Lugar              | Medalla            | Categoría          |
| ------------------ | ------------------ | ------------------ | ------------------ |
| 1951               | París (Francia)    | Medalla de oro     | 2.º dan            |
| 1952               | París (Francia)    | Medalla de oro     | 3.er dan           |
| 1954               | Bruselas (Bélgica) | Medalla de bronce  | Abierta            |